# Seznam poštovních známek České republiky 2015

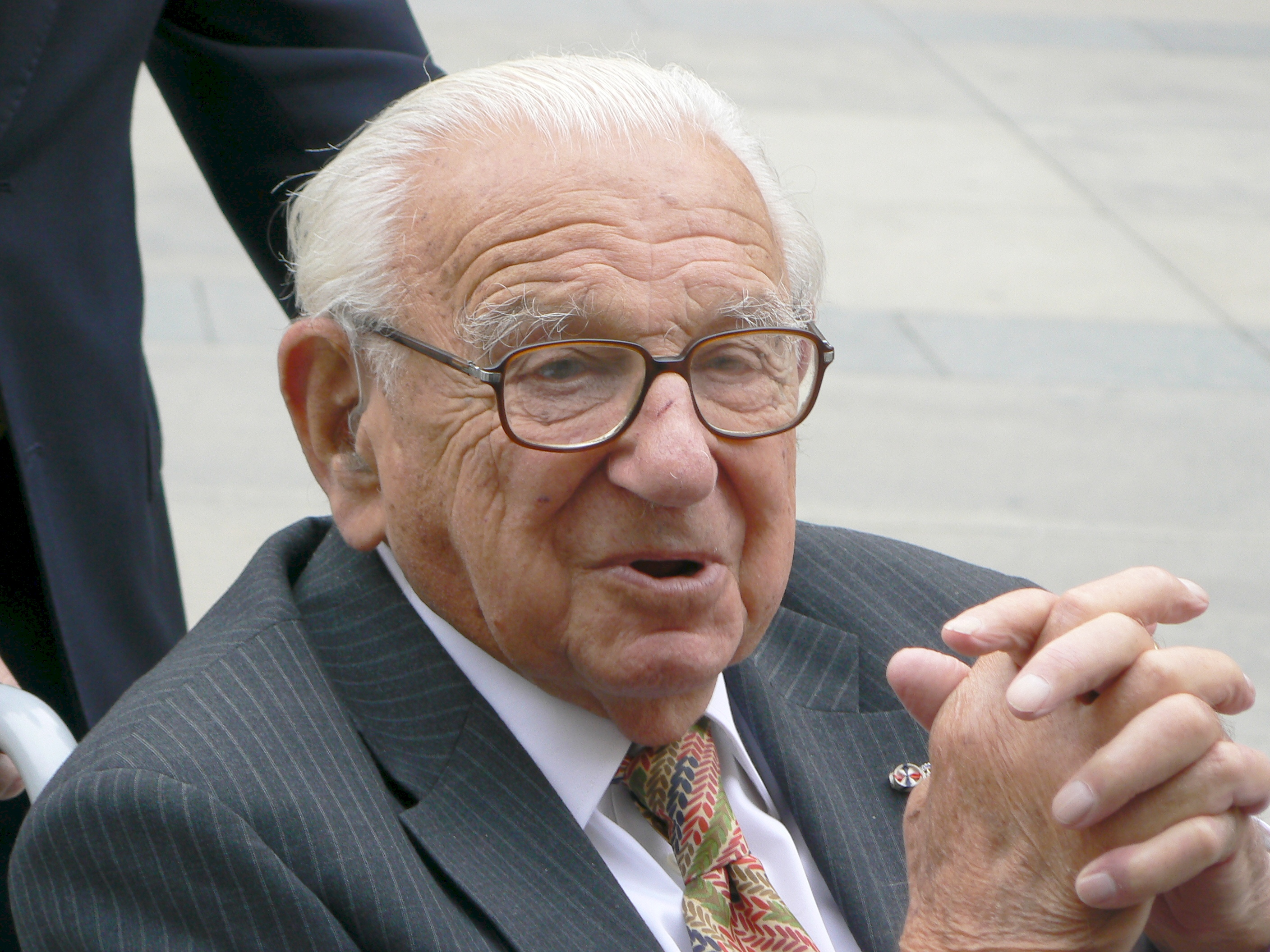
Fotka Nicholase Wintona použitá jako vzor pro známku č. 860

Seznam českých poštovních známek vydaných v roce 2015
| číslo | datum              | nominální hodnota | rozměr     | grafika                   | rytí            | název                                                             |
| ----- | ------------------ | ----------------- | ---------- | ------------------------- | --------------- | ----------------------------------------------------------------- |
| 831   | 20. ledna 2015     | 13 Kč             | 40 × 23 mm | Jan Kavan                 | Miloš Ondráček  | Tradice české známkové tvorby: Oldřich Kulhánek (1940 – 2013)     |
| 832   | 20. ledna 2015     | 17 Kč             | 40 × 23 mm | Marina Richterová         | Miloš Ondráček  | Osobnosti: Vítězslava Kaprálová                                   |
| 833   | 20. ledna 2015     | A                 | 50 × 29 mm | Pavel Sivko               |                 | S nimi přišla svoboda: letadlo Supermarine Spitfire LF Mk. IXE    |
| 834   | 20. ledna 2015     | A                 | 50 × 29 mm | Václav Zapadlík           |                 | S nimi přišla svoboda: tank T 34/76,2                             |
| 835   | 20. ledna 2015     | A                 | 50 × 29 mm | Václav Zapadlík           |                 | S nimi přišla svoboda: motocykl Harley-Davidson                   |
| 836   | 20. ledna 2015     | A                 | 50 × 29 mm | Václav Zapadlík           |                 | S nimi přišla svoboda: automobil Jeep Ford GPW                    |
| 837   | 23. února 2015     | 25 Kč             | 33 × 33 mm | Karel Zeman               | Jaroslav Tvrdoň | Plzeň – Evropské město kultury                                    |
| 838   | 23. února 2015     | 13 Kč             | 40 × 23 mm | Václav Zapadlík           | Bohumil Šneider | Historické dopravní prostředky: automobil Walter 6B, 1935         |
| 839   | 23. února 2015     | 13 Kč             | 40 × 23 mm | Pavel Sivko               | Bohumil Šneider | Historické dopravní prostředky: letadlo Metoděje Vlacha           |
| 840   | 23. února 2015     | A                 | 30 × 23 mm | Radek Pilař               | Otakar Karlas   | Večerníček                                                        |
| 841   | 6. března 2015     | A                 | 23 × 30 mm | Dušan Kállay              |                 | Dušan Kállay: Pošta na křídlech                                   |
| 842   | 6. března 2015     | A                 | 23 × 30 mm | Jiří Slíva                |                 | Dušan Kállay: Velikonoce                                          |
| 843   | 18. března 2015    | 25 Kč             | 50 × 40 mm | Adam Hoffmeister          | Bohumil Šneider | EXPO 2015 Milán                                                   |
| 844   | 15. dubna 2015     | 25 Kč             | 23 × 40 mm | Marie Svobodová           | Ľubomír Žálec   | Chomutov – VI. českoněmecká filatelistická výstava                |
| 845   | 15. dubna 2015     | 30 Kč             | 40 × 23 mm | Kateřina Podoláková       | Václav Fajt     | MS v ledním hokeji                                                |
| 846   | 29. dubna 2015     | A                 | 30 × 23 mm | Alex Dowis                |                 | Dětem: Bob a Bobek                                                |
| 847   | 29. dubna 2015     | A                 | 30 × 23 mm | Alex Dowis                |                 | Dětem: Bob a Bobek                                                |
| 848   | 6. května 2015     | 25 Kč             | 33 × 33 mm | Pavel Sivko               | Jaroslav Tvrdoň | Europa: Hračky – stavebnice Merkur                                |
| 849   | 13. května 2015    | 13 Kč             | 40 × 23 mm | Adolf Absolon             | Martin Srb      | Technické památky: 130 let Moldavské dráhy                        |
| 850   | 16. července 2015  | 34 Kč             | 40 × 50 mm |                           | Miloš Ondráček  | Pražský hrad: Hans von Aachen – Hlava dívky                       |
| 851   | 16. července 2015  | 17 Kč             | 40 × 26 mm | Adolf Absolon             | Martin Srb      | Krásy naší vlasti: Největší hradní zřícenina v ČR – Rabí          |
| 852   | 16. července 2015  | 13 Kč             | 23 × 40 mm | Vladimír Suchánek         | Miloš Ondráček  | Osobnosti: Mistr Jan Hus                                          |
| 853   | 2. září 2015       | 13 Kč             | 40 × 23 mm | Libuše a Jaromír Knotkovi | Martin Srb      | Ochrana přírody – Sovy (sýček obecný)                             |
| 854   | 2. září 2015       | 17 Kč             | 40 × 23 mm | Libuše a Jaromír Knotkovi | Martin Srb      | Ochrana přírody – Sovy (sýc rousný)                               |
| 855   | 2. září 2015       | 21 Kč             | 40 × 50 mm | Libuše a Jaromír Knotkovi | Martin Srb      | Ochrana přírody – Sovy (sovice sněžní a puštík obecný)            |
| 856   | 2. září 2015       | 25 Kč             | 40 × 50 mm | Libuše a Jaromír Knotkovi | Martin Srb      | Ochrana přírody – Sovy (výr velký)                                |
| 857   | 2. září 2015       | A                 | 50 × 29 mm | Václav Zapadlík           |                 | Česká auta – Škoda III. (Škoda 1201)                              |
| 858   | 2. září 2015       | A                 | 50 × 29 mm | Václav Zapadlík           |                 | Česká auta – Škoda III. (Škoda Rapid 1500)                        |
| 859   | 2. září 2015       | E                 | 23 × 30 mm | Maria Noguiera            |                 | Postcrossing                                                      |
| 860   | 2. září 2015       | 13 Kč             | 40 × 23 mm | Zdeněk Netopil            | Václav Fajt     | Pocta Siru Nicholasovi                                            |
| 861   | 23. září 2015      | 25 Kč             | 40 × 23 mm | Petr Ptáček               | Jaroslav Tvrdoň | Historické dopravní prostředky: Tramvaj T3                        |
| 862   | 23. září 2015      | 25 Kč             | 40 × 23 mm | Jindřich Žáček            | Jaroslav Tvrdoň | Historické dopravní prostředky: kolesový parník Primátor Dittrich |
| 863   | 13. října 2015     | 13 Kč             | 23 × 40 mm | Eva Hašková               | Ľubomír Žálec   | Osobnosti: Jakub Jan Ryba                                         |
| 864   | 13. října 2015     | 21 Kč             | 40 × 23 mm | Zdeněk Ziegler            | Václav Fajt     | Dalimilova kronika                                                |
| 865   | 14. října 2015     | 27 Kč             | 40 × 50 mm | Jan Maget                 | Václav Fajt     | Česká státnost: Odhalení pomníku Mistra Jana Husa                 |
| 866   | 14. října 2015     | 27 Kč             | 40 × 50 mm | Jan Maget                 | Václav Fajt     | Česká státnost: válečná Pieta                                     |
| 867   | 14. října 2015     | A                 | 27 × 17 mm | Pavel Hrach               |                 | Vlajka České republiky                                            |
| 868   | 11. listopadu 2015 | 13 Kč             | 23 × 40 mm | Renáta Fučíková           | Bohumil Šneider | Osobnosti: Jan Opletal                                            |
| 869   | 16. prosince 2015  | 27 Kč             | 40 × 50 mm |                           | Pavel Kovářík   | Umělecká díla na známkách: Antonín Strnadel – Nevěsta             |
| 870   | 16. prosince 2015  | 30 Kč             | 40 × 50 mm |                           | Václav Fajt     | Umělecká díla na známkách: Bohumír Matal – Sedící                 |
| 871   | 16. prosince 2015  | 34 Kč             | 50 × 40 mm |                           | Martin Srb      | Umělecká díla na známkách: Karel Nepraš – Velký dialog            |
| 872   | 16. prosince 2015  | Z                 | 23 × 30 mm | Michaela Petrusová        |                 | Poštovnictví v dobové fresce                                      |